# Clematis glabrifolia
Clematis glabrifolia är en ranunkelväxtart som beskrevs av K. Sun och M.S. Yan. Clematis glabrifolia ingår i släktet klematisar, och familjen ranunkelväxter. Inga underarter finns listade i Catalogue of Life.